# Tres vegades res
Tres vegades res (títol original en francès, Trois fois rien) és una pel·lícula de comèdia francesa de 2022 dirigida per Nadège Loiseau. S'ha subtitulat al català.

## Sinopsi
El Branqueta, el Gorra i el Fletxa viuen com poden, als carrers de París. Són uns sensesostre. Però la seva situació precària canvia completament el dia que els toca la loteria.

## Repartiment
- Antoine Bertrand: Branqueta
- Philippe Rebbot: Gorra
- Côme Levin: Fletxa
- Émilie Caen: Nadia
- Nadège Beausson-Diagne: Vénus
- Yves Yan: Yi
- Yang Yilin: Thérèse
- Hubert Myon: Olivier
- Laura Sépul: Sophie
- Lili Loiseau: Lucie
- Lewkne Weber: Zélie